# Rijksweg 67
Der Rijksweg 67 (Abkürzung: RW 67) – Kurzform: Autosnelweg 67 (Abkürzung: A67) –  ist eine niederländische Autobahn, die von der belgischen Grenze bei Eersel vorbei an Eindhoven bis zur deutschen Grenze bei Venlo verläuft.  Zwischen dem Knooppunt de Hogt und dem Knooppunt Leenderheide verläuft die Autobahn gemeinsam mit der A2 und der parallel verlaufenden N2, von der alle Ausfahrten abgehen. Sie verbindet den Hafen von Antwerpen zusammen mit der belgischen A21 und der deutschen A40 mit dem Ruhrgebiet.

## Bilder

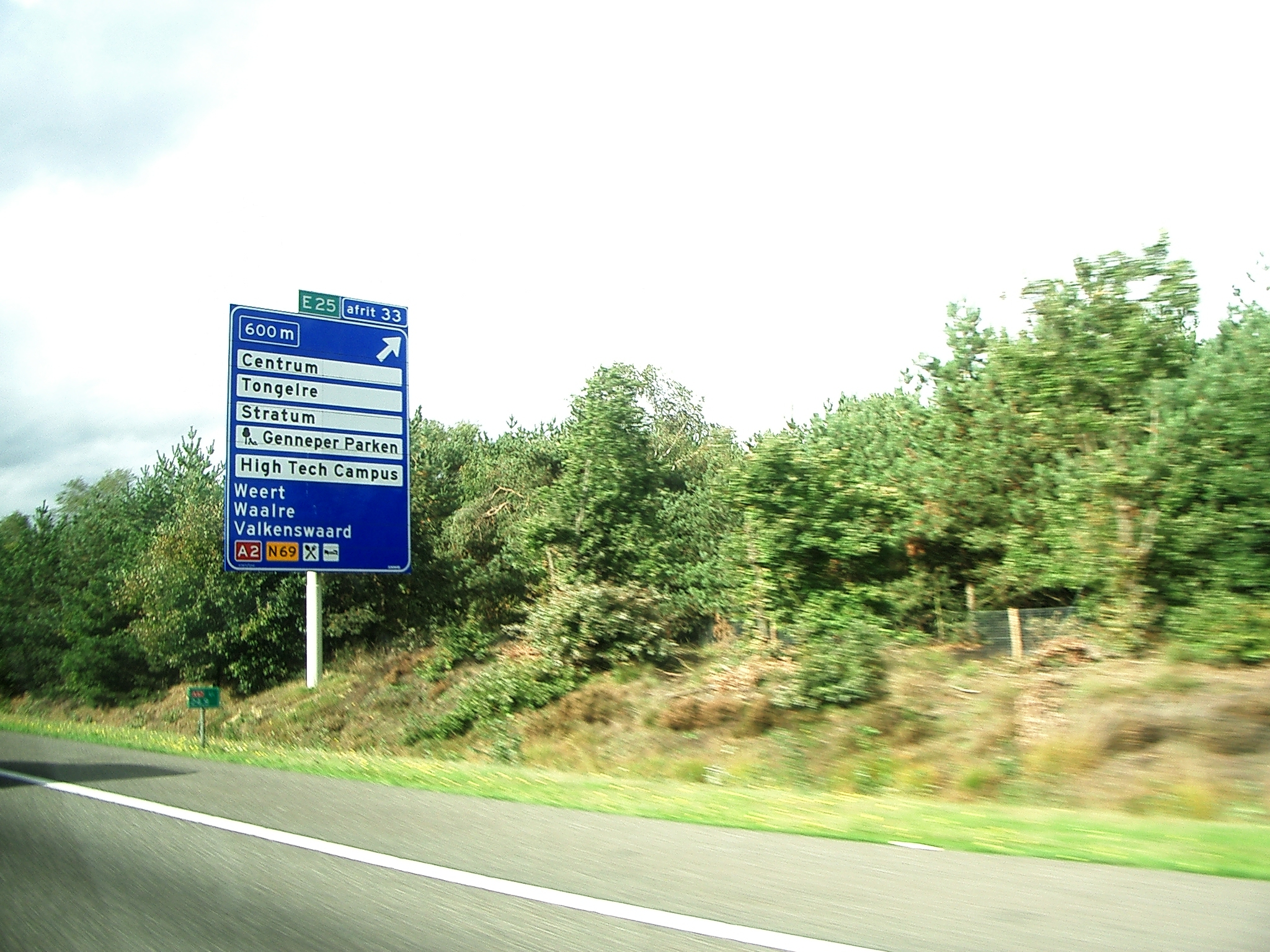
A67 beim Knooppunt Leenderheide
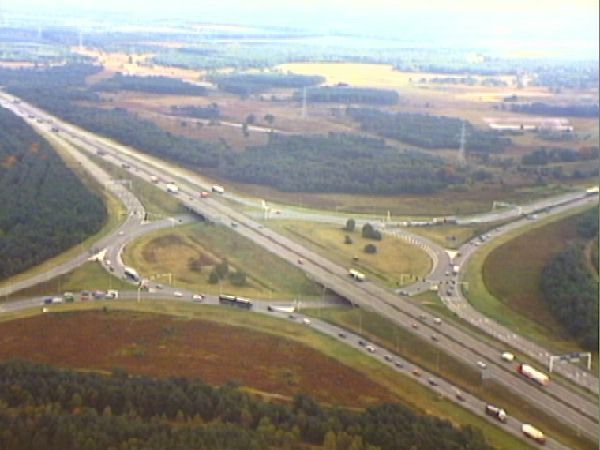
Knooppunt Leenderheide
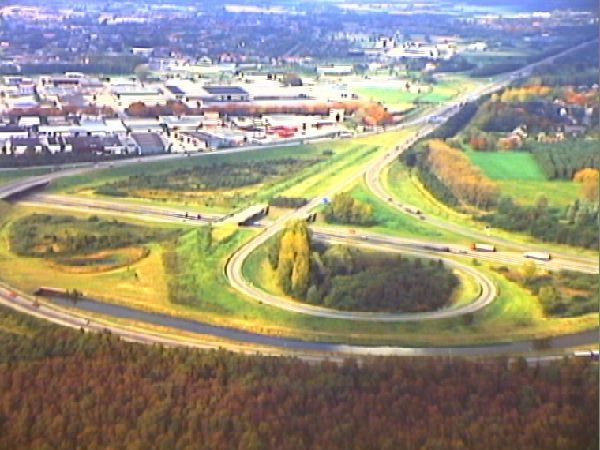
Knooppunt De Hogt
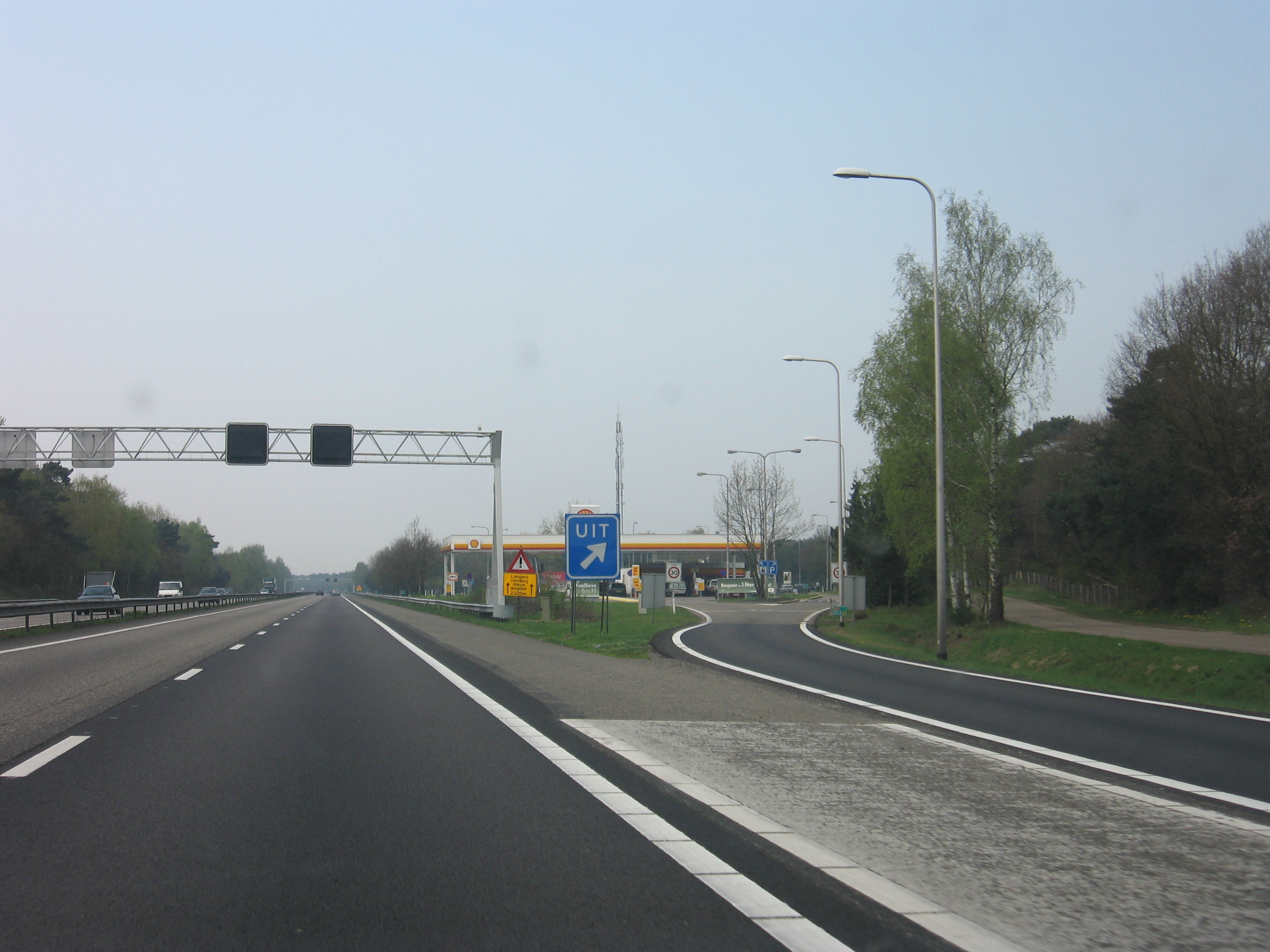
Rastplatz Oeijenbraak
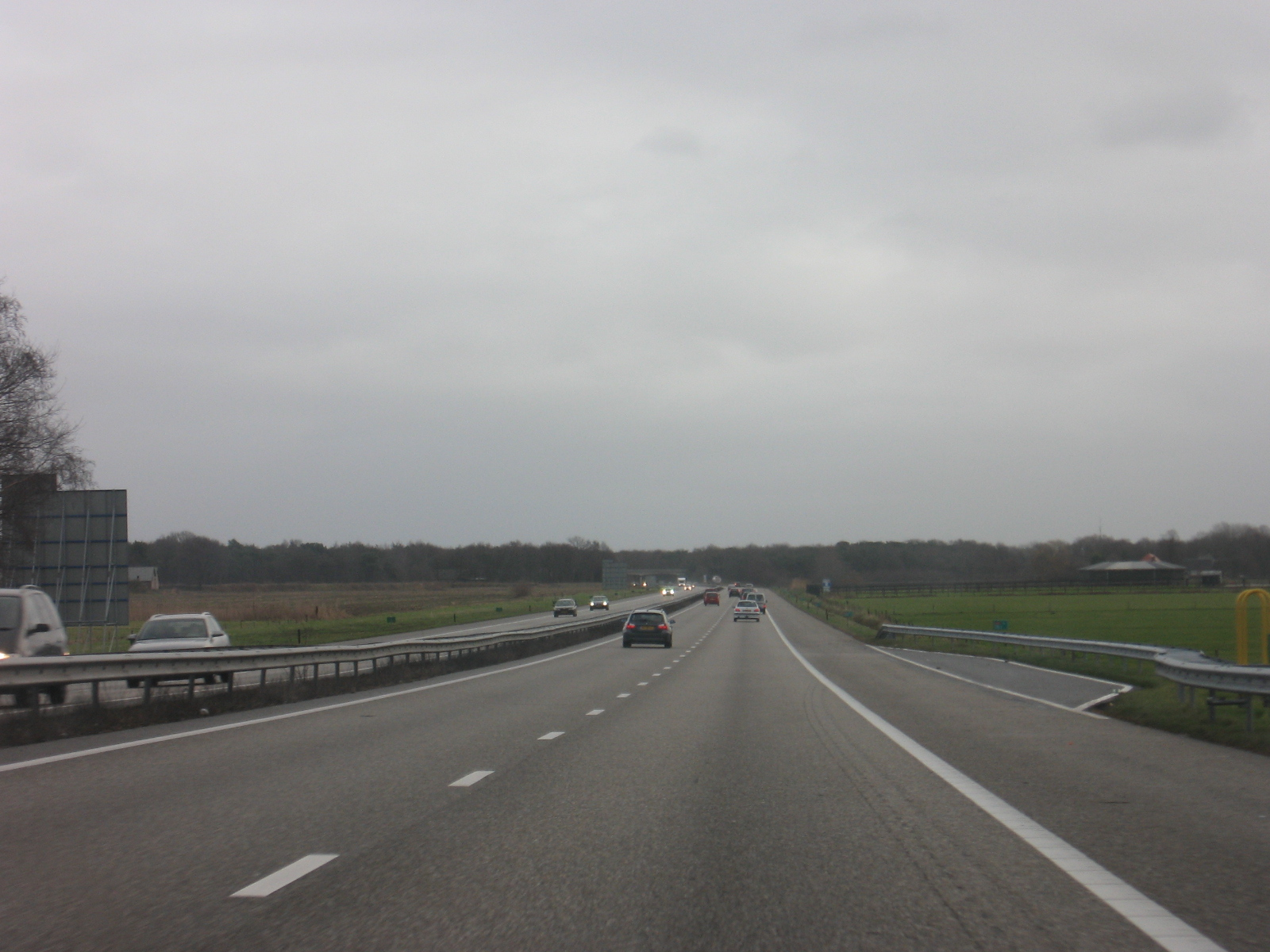
Die A67 bei Venlo
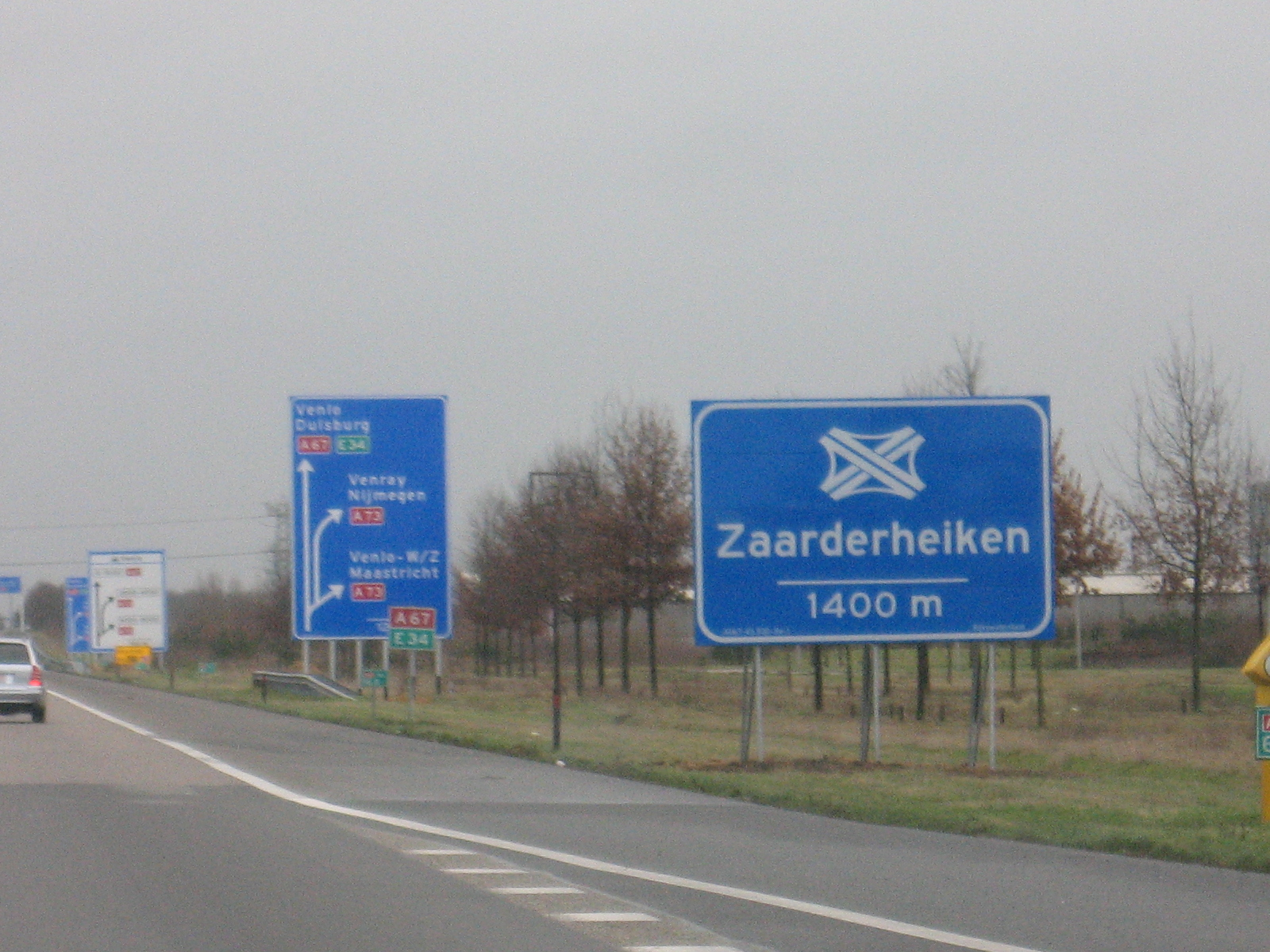
A67 beim Knooppunt Zaarderheiken